# Кристиансен, Туэ
Николай Туэ Сёрен Ханс Кристиансен (дат. Nikolaj Thue Søren Hans Christiansen; 25 февраля 1940, Мааморилик, ныне коммуна Каасуитсуп, Гренландия — 26 июня 2022, Хальс, коммуна Ольборг, Дания) — гренландский художник и политик, автор проекта нынешнего флага Гренландии.
Родился в семье телеграфиста. Учился в школе в Маниитсоке и Нууке, затем в 1964 г. окончил учительскую семинарию в Хадерслеве. В 1964—1967 гг. работал учителем в Войенсе, после чего вернулся в Гренландию, до 1970 г. преподавал в Маниитсоке, затем до 1979 г. занимал административные должности в образовательной системе, работал в Касигианнгуите, Кангаамиуте и снова в Маниитсоке. Одновременно в 1971—1973 гг. был заместителем председателя городского совета Касигианнгуита, на протяжении 1970-х гг. неоднократно баллотировался в представительские органы различных уровней, в том числе в 1977 г. в Фолькетинг (проиграв Ларсу-Эмилю Йохансену). В том же году вместе с Йохансеном был среди учредителей гренландской политической партии Сиумут («Вперёд») и до 1981 г. входил в её исполнительный комитет; как и другие близкие к нему политики, выступал с позиций евроскептицизма. В 1979 году на первых выборах в парламент Гренландии был избран депутатом, после чего занял пост министра культуры в первом автономном правительстве Гренландии (премьер-министр Йонатан Мотсфельдт). По истечении четырёхлетнего срока работы парламента и правительства отказался от переизбрания и в 1983—2008 гг. работал на различных должностях в правительственных управлениях по информации и культуре.
Как художник Кристиансен занимался акварелью, карикатурой, плакатом, книжной иллюстрацией, дизайном (в числе его работ ряд логотипов). Наиболее известной его работой является дизайн флага Гренландии, разработанный в 1984 году и официально принятый годом позже: в этом флаге, использующем датские национальные цвета, в стилизованном виде представлены солнце, море, ледовый берег и айсберг, — флаг Кристиансена стал первым скандинавским национальным флагом, в основу которого не лёг скандинавский крест.
Работал также редактором в различных гренландских газетах. Перевёл на гренландский язык раннюю повесть Джона Стейнбека «Квартал Тортилья-Флэт».
Кавалер золотой Гренландской медали за заслуги (1991) и ордена Данеброг (1997).